# 450
450 (CDL) je bilo navadno leto, ki se je po julijanskem koledarju začelo na nedeljo.

## Dogodki
- 1. januar

## Rojstva
- 2. februar - Justin I., bizantinski cesar († 527)